# Andrena dreisbachorum
Andrena dreisbachorum är en biart som beskrevs av Laberge 1967. Andrena dreisbachorum ingår i släktet sandbin, och familjen grävbin. Inga underarter finns listade i Catalogue of Life.